# Beauregard Parish
Beauregard Parish (franska: Paroisse de Beauregard) är ett administrativt område, parish, i delstaten Louisiana, USA. År 2010 hade området 35 654 invånare. Den administrativa huvudorten är DeRidder.

## Geografi
Enligt United States Census Bureau har countyt en total area på 3 020 km². 3 005 av den arean är land och 15 km² är vatten.

### Angränsande områden
- Vernon Parish - norr
- Allen Parish - öster
- Jefferson Davis Parish - sydost
- Calcasieu Parish - söder
- Newton County, Texas - väster

### Orter
- DeRidder (huvudort)
- Longville
- Merryville
- Oretta
- Singer
- Sugartown